# Сухостав (село)
Сухостав (укр. Сухостав) — село в Копычинецкой городской общине Чортковского района Тернопольской области Украины.
До 2020 года входило в Гусятинский район.
Код КОАТУУ — 6121687701. Население по переписи 2001 года составляло 982 человека. Население по данным 2025 года составляло 908 человек.

## Географическое положение
Село Сухостав находится на левом берегу реки Ничлавка,
ниже по течению на расстоянии в 5,5 км расположен город Копычинцы,
на противоположном берегу — село Яблонов.
Рядом проходит автомобильная дорога М-19 (E 85).

## История
- 1553 год — дата основания.

## Объекты социальной сферы
- Школа I ст.
- Фельдшерско-акушерский пункт.

## Достопримечательности
- Братская могила советских воинов.